# (52337) Compton
(52337) Compton ist ein Asteroid des inneren Hauptgürtels, der von den deutschen Astronomen Freimut Börngen und Lutz D. Schmadel am 2. September 1992 an der Thüringer Landessternwarte Tautenburg (IAU-Code 033) entdeckt wurde.
Die Bahn des Asteroiden wurde 2003 gesichert, so dass eine Nummerierung vergeben werden konnte. (52337) Compton wurde auf Vorschlag von Freimut Börngen nach dem US-amerikanischen Physiker und Nobelpreisträger Arthur Holly Compton benannt, der 1922 den später so genannten Compton-Effekt entdeckte. Allgemeingültig wurde die Benennung von (52337) Compton durch Veröffentlichung am 6. August desselben Jahres. Nach Arthur Holly Compton und seinem älteren Bruder Karl Taylor Compton war 1970 schon ein Mondkrater der nördlichen Mondhemisphäre benannt worden: Mondkrater Compton.